# Hilgerts Grünmeerkatze
Hilgerts Grünmeerkatze (Chlorocebus pygerythrus hilgerti) ist eine Unterart der Südlichen Grünmeerkatze (Chlorocebus pygerythrus). Sie kommt im südlichen Äthiopien, im südwestlichen Somalia, in Uganda, Kenia und Tansania vor.

## Merkmale
Hilgerts Grünmeerkatze erreicht eine Kopf-Rumpf-Länge von 43 bis 57 cm (Männchen) bzw. 42 bis 51,5 cm (Weibchen) und hat einen im Schnitt 64,5 (Männchen) oder 55 cm (Weibchen) langen Schwanz. Das Gewicht männlicher Tiere liegt im Schnitt bei 4,2 kg, Weibchen bleiben mit 2,7 kg deutlich leichter. Das Fell von Hilgerts Grünmeerkatze ist hell bräunlich-gelb gefärbt.

## Lebensraum und Lebensweise
Hilgerts Grünmeerkatze lebt in trockenen und feuchten, vor allem mit verschiedenen Akazienarten bestandenen Savannen von Meeresspiegelhöhe an der Küste des Indischen Ozeans bis in Höhen von 2000 Metern in Äthiopien. Sie sucht ihre Nahrung sowohl auf Bäumen und Sträuchern als auch auf dem Erdboden und ernährt sich von Blättern, Blüten, Früchten, Samen und kleinen Wirbellosen, wobei Blüten bevorzugt werden. Akazien sind in verschiedenen Regionen eine wichtige Nahrungsquelle. Als Schlafbäume dienen u. a. und die Gelbrinden-Akazie und die Schirmakazie Vachellia tortilis.

## Systematik
Hilgerts Grünmeerkatze wurde 1902 durch den deutschen Ornithologen und Mammalogen Oscar Neumann erstmals wissenschaftlich beschrieben und nach Carl Hilgert benannt, der die Affen auf seiner von 1900 bis 1901 dauernden Forschungsreise durch das nordöstliche Afrika entdeckt hatte. Sie gilt heute als Unterart der Südlichen Grünmeerkatze (Chlorocebus pygerythrus). Diese ist wahrscheinlich aber keine monophyletische Art. In einer Untersuchung zur systematischen Stellung der Dryasmeerkatze fand man, dass die nördlich von Südafrika (Botswana usw.) vorkommende Population von C. p. pygerythrus näher mit der Malbrouck-Grünmeerkatze (Chlorocebus cynosuros) verwandt ist als mit der südafrikanischen Population von C. p. pygerythrus. C. p. pygerythrus und C. cynosuros bilden eine Klade, die die Schwestergruppe von C. p. hilgerti ist. Somit könnte Hilgerts Grünmeerkatze auch den Status einer eigenständigen Art bekommen.
Chlorocebus pygerythrus excubitor, eine auf den Inseln Pate und Manda im Lamu-Archipel an der Nordküste Kenias vorkommende Grünmeerkatzenform, wird von der IUCN als Synonym von Chlorocebus pygerythrus hilgerti angesehen. Die Tiere unterscheiden sich lediglich durch ihre geringere Körpergröße von Hilgerts Grünmeerkatze.

## Gefährdung
Hilgerts Grünmeerkatze ist in einigen Gegenden häufig, aber in ihrem großen Lebensraum nur inselartig verbreitet, wahrscheinlich aufgrund der Notwendigkeit, täglich Wasser zu trinken und große Bäume zum Schlafen zu benötigen. In ausgedehnten Gebieten des geografischen Verbreitungsgebiets fehlt Hilgerts Grünmeerkatze. Die IUCN beurteilt den Gesamtbestand der Art aber als ungefährdet. Im Verbreitungsgebiet von Hilgerts Grünmeerkatze gibt es zahlreiche Schutzgebiete, in denen die Affen auch vorkommen, darunter der Arusha-Nationalpark, der Mahale-Mountains-Nationalpark, die Serengeti und der Ngorongoro-Krater in Tansania sowie der Amboseli-Nationalpark, die Masai Mara, der Nairobi-Nationalpark, das Samburu National Reserve und der Lake-Nakuru-Nationalpark in Kenia.